# Marie Prevost

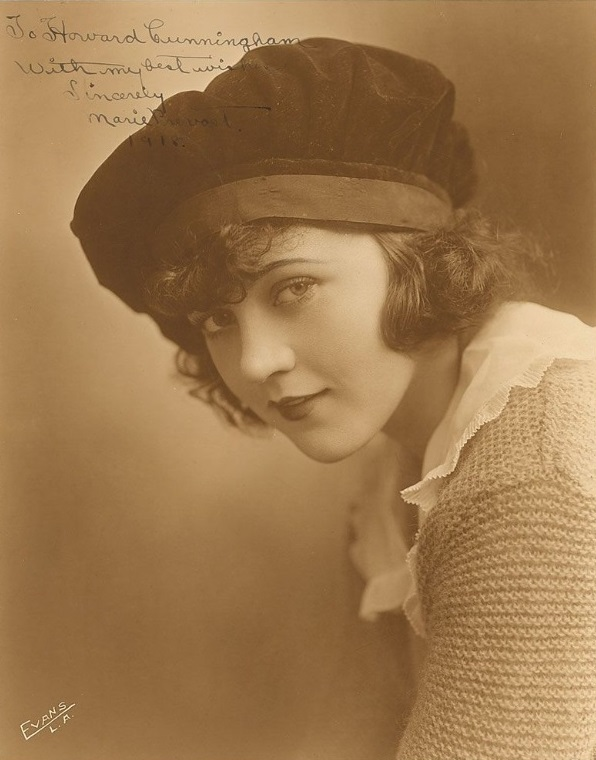
Retrat de l'actriu del 1918

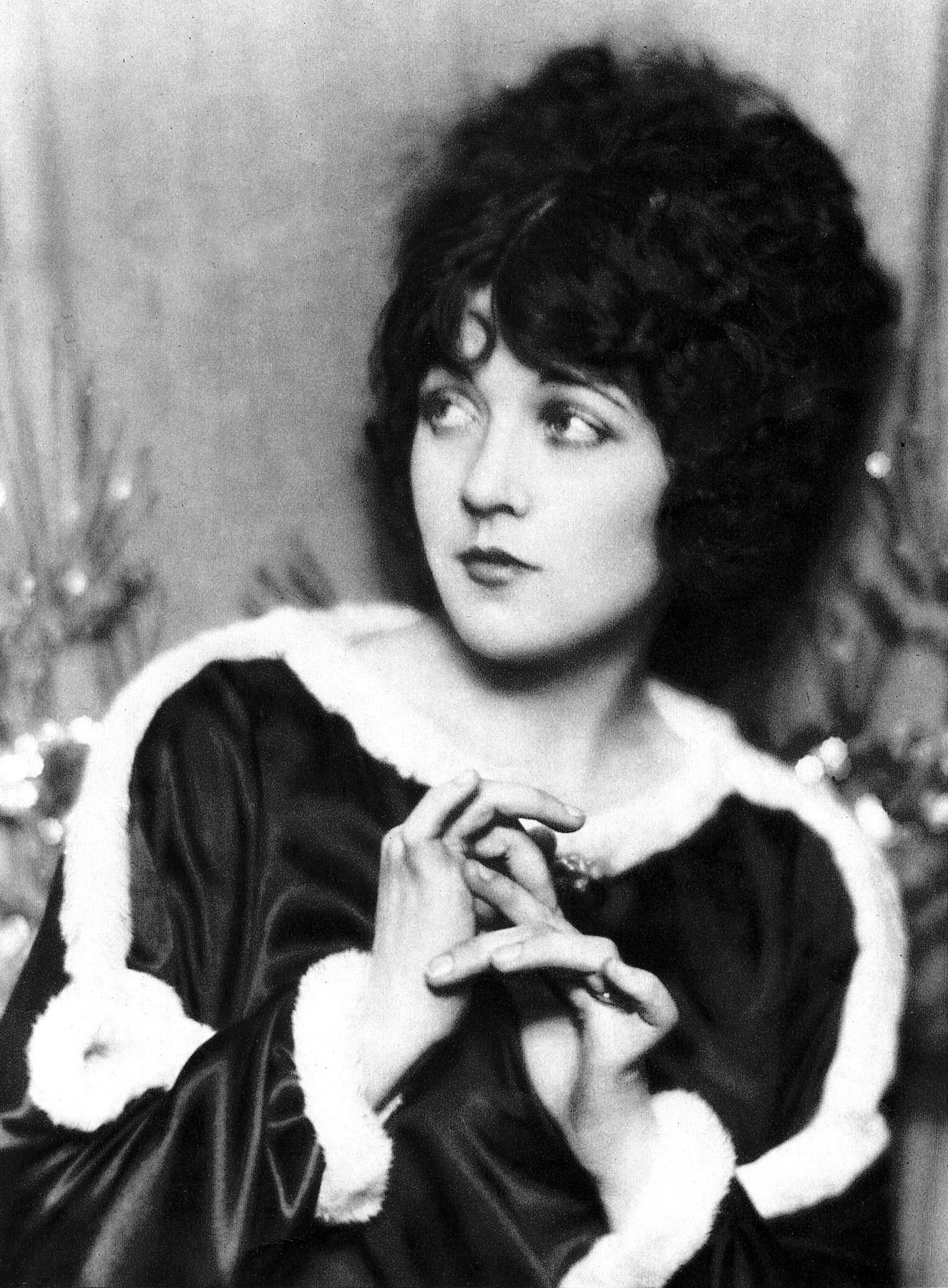
Fotografia publicitària de l'actriu apareguda a Stars of the Photoplay el 1924

Marie Prevost (Sarnia (Ontario) (Canadà, 8 de novembre de 1896 – Hollywood (Califòrnia), 21 de gener de 1937) va ser una actriu de cinema. Inicialment una de les “Bathing Girls” descobertes de Mack Sennett, realitzà multitud de comèdies abans de ser contractada per la Universal i convertir-se en una estrella. Entre les seves pel·lícules destaquen “The Marriage Circle” (1924), “Three Women ” (1924) i “Kiss Me Again” (1925), les tres dirigides per Ernst Lubitsch.

## Biografia
Mary Bickford Dunn va néixer al Canadà el 1896, filla de Hughina Marion i Arthur Dunn, ambdós d’ascendència escocesa. El seu pare era maquinista i morí d’accident quan ella era una nena. La família es traslladà a Colorado on Hughina es casà amb Frank Prevost, amb qui tingué una altra filla que també seria actriu, Marjorie. Posteriorment la família es traslladà a Los Angeles on Marie estudià a la Manual Arts High School. El 1915 Marie treballava com a secretària d’una firma d’advocats que representaven a la Keystone Film Company. Un dia que era a la companyia de visita de feina Ford Sterling li proposà participar en una escena de la pel·lícula que en aquell moment dirigia, “His Father's Footsteps” (1915). Com a resultat, Sennett li oferí signar per a la companyia amb un sou de 15 dòlars a la setmana.

### Inicis al cinema
Inicialment interpretà rols menors de noies innocents en múltiples pel·lícules de la companyia i també en fou una de les “Bathing Girls” juntament amb la seva amiga Phyllis Haver. El 1918 l’actriu es va casar amb Henry Charles Gerke, però la parella es separà al cap de poc temps i mantingué el casament en secret. El seu primer protagonista fou a “Yankee Doodle in Berlin” (1919), el qual va se un èxit i servir per consolidar la carrera de l’actriu. L’any següent fou protagonista en una altra pel·lícula d’èxit, “Love, Honor and Behave!” (1920). El 1921, la Universal la contractà per 1.000 dòlars a la setmana. Allà, Irving Thalberg endegaria una gran campanya per popularitzar l’actriu.

### Arribada de la fama
Tot i la popularitat, Prevost va continuar essent relegada a comèdies lleugeres. El 1922, un cop el seu contracte va expirar, fou contractada per Jack L. Warner a 1.500 dòlars a la setmana per a la Warner Bros. Warner també contractà la seva parella del moment, Kenneth Harlan, i conjuntament protagonitzaren “The Beautiful and Damned” (1922). Per publicitar la pel·lícula, la Warner va anunciar que la parella es casaria durant el rodatge, cosa que provocà que molts fans els enviessin regals al set de rodatge. El 1923 Henry Charles Gerke reclamà el divorci a l’actriu cosa que airejà que Prevost ja era casada. Malgrat la mala propaganda per a la pel·lícula, aquesta va rebre bones crítiques i el director Ernst Lubitsch la va escollir el 1924 per donar la rèplica a Adolphe Menjou a “The Marriage Circle” (1924). El director en va quedar encantat i l’escollí per a “Three Women ” (1924) i “Kiss Me Again” (1925).

### La davallada
A principis de 1926 la Warner no va renovar el contracte de la parella, que finalment s’havia casat el 1924. A més, Hughina, mare de l’actriu, morí en un accident de transit el febrer de 1926. Tot plegat provocà problemes en el matrimoni, se separaren el 1927, i tot plegat inicià els problemes de l’actriu amb l’alcoholisme i també una depressió.
Howard Hughes la va contractar per protagonitzar “The Racket” (1928). Hughes i Prevost van tenir més tard una breu aventura i, quan es va acabar, Prevost va enfonsar-se més en la seva depressió. La depressió provocà que comencés a menjar en excés i això va fer que guanyés molt de pes. La seva carrera va continuar, però va ser relegada a papers secundaris. El 1929, Cecil B. DeMille li va oferir un paper a la seva darrera pel·lícula muda, “The Godless Girl”, protagonitzada per Lina Basquette. L'any següent, va signar un contracte amb Metro-Goldwyn-Mayer.

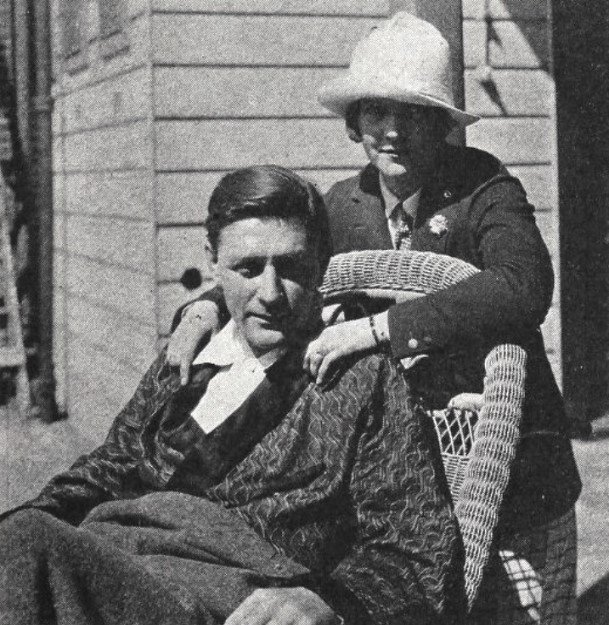
Marie Prevost i el seu segon marit Kenneth Harlan el 1925

Mentre estava a MGM, Prevost va treballar de manera constant però només li van oferir rols secundaris. El 1930, va aparèixer a “Paid” (1930), protagonitzada per Joan Crawford, en què va obtenir bones crítiques. El 1932, va ser una de les tres protagonistes de la pel·lícula “Three Wise Girls”, protagonitzada per Jean Harlow. El 1934, es va quedar sense feina i la seva situació financera es va deteriorar dràsticament. Prevost va fer la seva última aparició a la pantalla fent un paper molt secundari com a cambrera a “Ten Laps to Go” (1936). El 21 de gener de 1937, als 40 anys, va morir d'alcoholisme agut.

## Filmografia
- Those Bitter Sweets (1915)
- His Father's Footsteps (1915)
- Better Late Than Never (1916)
- Unto Those Who Sin (1916)
- Sunshine (1916)
- A Scoundrel's Toll (1916)
- Her Nature Dance (1917)
- Secrets of a Beauty Parlo (1917)
- Two Crooks (1917)
- His Hidden Purpose (1918)
- Those Athletic Girls (1918)
- Friend Husband (1918)
- His Smothered Love (1918)
- Her Screen Idol (1918)
- She Loved Him Plenty (1918)
- Sleuths (1918)
- Whose Little Wife Are You? (1918)
- Hide and Seek, Detectives (1918)
- The Village Chestnut (1918)
- Never Too Old (1919)
- Rip & Stitch: Tailors (1919)
- East Lynne with Variations (1919)
- Yankee Doodle in Berlin (1919)
- Reilly's Wash Day (1919)
- Why Beaches Are Popular (1919)
- When Love Is Blind (1919)
- Love's False Faces (1919)
- The Dentist (1919)
- Uncle Tom Without a Cabin (1919)
- Up in Alf's Place (1919)
- Salome vs. Shenandoah (1919)
- The Speakeasy (1919)
- A Kitchen Cinderella (1920)
- Down on the Farm (1920)
- Fresh from the City (1920)
- You Wouldn't Believe It (1920)
- His Youthful Fancy (1920)
- Movie Fans (1920)
- Love, Honor and Behave (1920)
- Dabbling in Art (1920)
- On a Summer Day (1921)
- A Small Town Idol (1921)
- Wedding Bells Out of Tune (1921)
- She Sighed by the Seaside (1921)
- Call a Cop (1921)
- Moonlight Follies (1921)
- Nobody's Fool (1921)
- A Parisian Scandal (1921)
- Don't Get Personal (1922)
- The Dangerous Little Demon (1922)
- The Crossroads of New York (1922)
- Kissed (1922)
- Her Night of Nights (1922)
- The Married Flapper (1922)
- The Beautiful and Damned (1922)
- Heroes of the Street (1922)
- Brass (1923)
- Red Lights (1923)
- The Wanters (1923)
- Daughters of Pleasure (1924)
- The Marriage Circle (1924)
- How to Educate a Wife (1924)
- Being Respectable (1924)
- Cornered (1924)
- Tarnish (1924)
- Three Women (1924)
- The Lover of Camille (1924)
- The Dark Swan (1924)
- Bobbed Hair (1925)
- Kiss Me Again (1925)
- Seven Sinners (1925)
- Recompense (1925)
- His Jazz Bride (1926)
- The Caveman (1926)
- Other Women's Husbands (1926)
- Up in Mabel's Room (1926)
- For Wives Only (1926)
- Almost a Lady (1926)
- Nana (1926)
- Man Bait (1927)
- Getting Gertie's Garter (1927)
- The Night Bride (1927)
- The Girl in the Pullman (1927)
- The Rush Hour (1927)
- On to Reno (1928)
- A Blonde for a Night (1928)
- The Racket (1928)
- Party Girl (1930)
- Ladies of Leisure (1930)
- Sweethearts on Parade (1930)
- Screen Snapshots Series 9, No. 24 (1930)
- War Nurse (1930)
- Paid (1930)
- Gentleman's Fate (1931)
- It's a Wise Child (1931)
- The Good Bad Girl (1931)
- West of the Rockies (1931)
- Sporting Blood (1931)
- The Runaround (1931)
- The Sin of Madelon Claudet (1931)
- Hell Divers (1931)
- Three Wise Girls (1932)
- Carnival Boat (1932)
- Slightly Married (1932)
- Hesitating Love (1932)
- Rock-a-Bye Cowboy (1933)
- Parole Girl (1933)
- The Eleventh Commandment (1933)
- Hollywood on Parade No. A-8 (1933)
- Pick Me Up (1933)
- Only Yesterday (1933)
- Keystone Hotel (1935)
- Hands Across the Table (1935)
- Tango (1936)
- Thirteen Hours by Air (1936)
- Bengal Tiger (1936)
- Cain and Mabel (1936)
- Ten Laps to Go (1936)